# IC 2329
IC 2329 — галактика типу Sd () у сузір'ї Рак.
Цей об'єкт міститься в оригінальній редакції індексного каталогу.